# 超级亚久里SA07

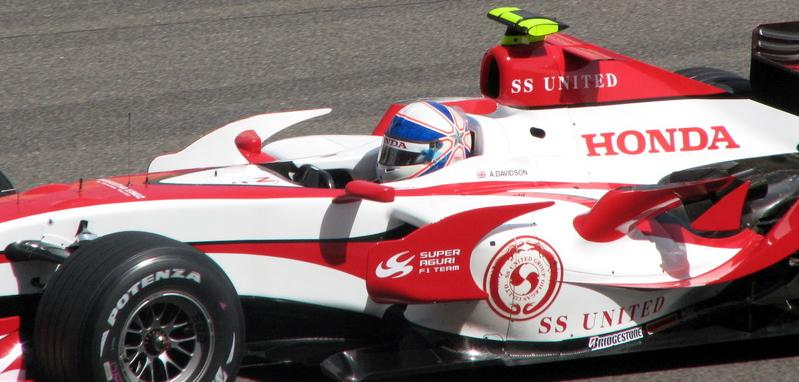
安东尼·戴维森在2007年巴林大奖赛上驾驶SA07赛车

超级亚久里·SA07，是超级亚久里车队为2007年世界一级方程式锦标赛设计制造的方程式赛车。由Peter McCool与本·伍德设计。

## 开发
在2006赛季结束约1个月后举行的巴塞罗那测试中，超级亚久里车队使用了与本田栃木研究所合作开发的新赛车（涂装为“SA06B，车队的新闻稿标注为“SAF1 Team 暂定赛车”）。次年，也就是2007年初的测试中，使用的亦是这辆“暂定赛车”。SA07即是以这辆暂定赛车为蓝本制作的。
但是，在测试中所使用的暂定赛车，与本田的2006年型赛车RA106十分类似，发展为客户底盘问题（下述）。不过，赛车在FIA的检查中未发现有违规行为，故可以正常在2007赛季使用。
2007赛季结束后，车队以代号为SA07B的白色喷涂的赛车进行了测试。但这辆赛车并非SA07的改良版，而是与本田·RA107基本相同的赛车，与SA07基本没有关系。另外，车队的2008年款赛车SA08A即是以这辆赛车为蓝本制作。

## 规格

### 底盘
- 底盘名 SA07
- 全长 4,680mm
- 全宽 1,800mm
- 全高 950mm
- 轴距 3,135mm
- 前轮距 1,460mm
- 后轮距 1,420mm
- 离合器 Sachs
- 制动器 Alcon
- 刹车盘 Hitoko
- 减震器 ÖHLINS
- 轮毂 BBS
- 轮胎 普利司通
- 变速器 7速半自动变速器/碳纤维表皮
- 安全带 TAKATA
- 油箱 ATL

### 引擎
- 引擎名 本田RA807E
- 气缸数·角度 V型8气缸·90度
- 排量 2,400cc
- 最高转速 19,000转以上
- 最大马力 700马力以上
- 火花塞 NGK
- 润滑油 新日本石油
- 点火器 本田PGM-IG
- 燃料喷射装置 本田PGM-FI

## 比赛纪录
佐藤琢磨驾驶着这辆赛车在赛季第四站·西班牙站的比赛获得了车队史上第1分。在赛季第六站·加拿大站的比赛，佐藤琢磨在还剩3圈时成功超越上一年度的世界冠军费尔南多·阿隆索，获得了第6名。
| 年   | No. | 车手          | 1   | 2   | 3   | 4   | 5   | 6   | 7   | 8   | 9   | 10  | 11  | 12  | 13  | 14  | 15  | 16  | 17  | 积分 | 排名 |
| 年   | No. | 车手          | AUS | MAL | BHR | ESP | MON | CAN | USA | FRA | GBR | EUR | HUN | TUR | ITA | BEL | JPN | CHN | BRA | 积分 | 排名 |
| ---- | --- | ------------- | --- | --- | --- | --- | --- | --- | --- | --- | --- | --- | --- | --- | --- | --- | --- | --- | --- | ---- | ---- |
| 2007 | 22  | 佐藤琢磨      | 12  | 13  | Ret | 8   | 17  | 6   | Ret | 16  | 14  | Ret | 15  | 18  | 16  | 15  | 15  | 14  | 12  | 4    | 9位  |
| 2007 | 23  | 安东尼·戴维森 | 16  | 16  | 16  | 11  | 18  | 11  | 11  | Ret | Ret | 12  | Ret | 14  | 14  | 16  | Ret | Ret | 14  | 4    | 9位  |

- 车手排名
  - 佐藤琢磨 14位
  - 安东尼·戴维森 23位

## 客户底盘问题
车队导入了与本田技术研究所合作制造的新赛车SA07，但威廉姆斯车队、世爵车队等车队主张SA07是违反了协和协议的客户底盘，并表示不排除提告。
世爵车队在揭幕站澳大利亚大奖赛的预选赛之后即提出异议，之后准备提告。关于此事至今未有定论，但参赛的权利已由FIA予以认可。由于等待判决结果需要时间，故在同赛季的美国大奖赛举行的会议中，伯尼·埃克莱斯顿提出了“相关的3支车队，在赛季结束后，将所获得的电视转播费用与分红集中并平分”的调停案。但由于迈凯伦车队的间谍案东窗事发，导致迈凯伦车队的车队积分与比赛成绩全部无效，并确定为最后一名，所以世爵车队即使不接受这一调停案，也得以享有相应的分配金额。
这之后，根据协和协议的修改协议，2010年之后，客户底盘使用将被禁止，并决定在此之前，允许超级亚久里与红牛二队两支车队使用。由此，超级亚久里被迫开始募集自行开发赛车所需的设施与人才。